# Procureur général du Delaware

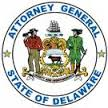
Sceau du procureur général du Delaware.

Le procureur général du Delaware (en anglais : Attorney General of Delaware) est un officier constitutionnel de l'État américain du Delaware, son chef des affaires juridiques et chef du département d'État de la Justice. Le 1er janvier 2019, Kathy Jennings prête serment en tant que 46e procureur général du Delaware. 

## Description du poste
Le procureur général est élu pour un mandat de quatre ans lors des élections d'État «hors année», deux ans avant / après l'élection du gouverneur. Avec le trésorier de l'État, le vérificateur de l'État et le commissaire aux assurances de l'État, le bureau est destiné à servir de contrainte au pouvoir exécutif exclusif du gouverneur. Le bureau existait sous diverses formes avant la ratification de la Constitution du Delaware de 1776, qui continuait la tradition coloniale existante d'accorder au gouverneur du Delaware le pouvoir de nommer le procureur général pour un mandat de cinq ans. Avec la ratification de la Constitution du Delaware de 1897, le poste a été converti à sa forme actuelle élue de quatre ans, établissant également le procureur général en tant que troisième successeur au poste de gouverneur, après le lieutenant-gouverneur et le secrétaire d'État . 

## Titulaires de la charge
Gunning Bedford, Jr. est le premier titulaire du poste après l'indépendance américaine. La charge est occupée de 2007 à 2015 par Beau Biden, élu en 2006 et entré en fonction le 2 janvier 2007. Il est un démocrate et le fils aîné du président et ancien sénateur du Delaware, Joe Biden. La titulaire actuelle est Kathy Jennings. 

### Procureurs généraux du Delaware
| #  | Identité                  | Mandat      | Parti politique |
| -- | ------------------------- | ----------- | --------------- |
| 1  | Gunning Bedford, Jr.      | 1778–1790   |                 |
| 2  | Nicholas Ridgely          | 1790–1801   |                 |
| 3  | Nicholas Van Dyke         | 1801–1806   | Fédéraliste     |
| 4  | Outerbridge Horsey        | 1806–1810   | Fédéraliste     |
| 5  | Thomas Clayton            | 1810–1815   | Fédéraliste     |
| 6  | James Rogers              | 1815–1830   |                 |
| 7  | Robert Frame              | 1830–1835   |                 |
| 8  | James Rogers              | 1835–1840   |                 |
| 9  | Edward W. Gilpin          | 1840–1850   |                 |
| 10 | Willard Saulsbury, Sr.    | 1850–1855   | Démocrate       |
| 11 | George P. Fisher          | 1855–1860   |                 |
| 12 | Alfred Wooten             | 1860–1864   |                 |
| 13 | Jacob Moore               | 1864–1869   |                 |
| 14 | Charles B. Lore           | 1869–1874   | Démocrate       |
| 15 | John B. Penington         | 1874–1879   | Démocrate       |
| 16 | George Gray               | 1879–1885   | Démocrate       |
| 17 | John Henry Paynter        | 1885–1887   |                 |
| 18 | John Biggs                | 1887–1892   |                 |
| 19 | John R. Nicholson         | 1892–1895   |                 |
| 20 | Robert C. White           | 1895–1901   |                 |
| 21 | Herbert H. Ward           | 1901–1905   |                 |
| 22 | Robert H. Richards        | 1905–1909   |                 |
| 23 | Andrew C. Gray            | 1909–1913   |                 |
| 24 | Josiah O. Wolcott         | 1913–1917   | Démocrate       |
| 25 | David J. Reinhardt        | 1917–1921   |                 |
| 26 | Sylvester D. Townsend Jr. | 1921–1925   |                 |
| 27 | Clarence A. Southerland   | 1925–1929   |                 |
| 28 | Reuben Satterthwaite Jr.  | 1929–1933   |                 |
| 29 | Daniel J. Layton          | 1933        | Républicain     |
| 30 | P. Warren Green           | 1933–1939   |                 |
| 31 | James R. Morford          | 1939–1943   |                 |
| 32 | Clair J. Killoran         | 1943–1947   |                 |
| 33 | Albert W. James           | 1947–1951   |                 |
| 34 | H. Albert Young           | 1951–1955   |                 |
| 35 | Joseph D. Craven          | 1955–1959   | Démocrate       |
| 36 | Januar D. Bove Jr.        | 1959–1963   | Républicain     |
| 37 | David P. Buckson          | 1963–1971   | Républicain     |
| 38 | W. Laird Stabler Jr.      | 1971–1975   | Républicain     |
| 39 | Richard R. Wier Jr.       | 1975–1979   |                 |
| 40 | Richard S. Gebelein       | 1979–1983   |                 |
| 41 | Charles Oberly            | 1983–1995   | Démocrate       |
| 42 | M. Jane Brady             | 1995–2005   | Républicain     |
| 43 | Carl C. Danberg           | 2005–2007   | Démocrate       |
| 44 | Beau Biden                | 2007–2015   | Démocrate       |
| 45 | Matthew Denn              | 2015–2019   | Démocrate       |
| 46 | Kathy Jennings            | Depuis 2019 | Démocrate       |

## Sources
1. ↑  « Jennings, McGuiness, Davis sworn in to new elected positions », WDEL 101.7 FM,‎ 1er janvier 2019 (lire en ligne, consulté le 3 janvier 2019)